# Saugy
Saugy är en kommun i departementet Cher i regionen Centre-Val de Loire i de centrala delarna av Frankrike. Kommunen ligger  i kantonen Chârost som tillhör arrondissementet Bourges. År 2022 hade Saugy 78 invånare.

## Befolkningsutveckling
Antalet invånare i kommunen Saugy
Referens:INSEE